# Ballspielverein Borussia 09 Dortmund 2012-2013
Questa pagina raccoglie i dati riguardanti il Ballspielverein Borussia 09 Dortmund nelle competizioni ufficiali della stagione 2012-2013.

## Stagione
Gli Schwarzgelben aprono la loro nuova stagione il 23 luglio 2012 con la mancata conquista della Supercoppa di Germania a causa di una sconfitta per 2-1 contro il Bayern Monaco. Nella campagna di trasferimenti estiva viene ceduto Shinji Kagawa al Manchester United, che viene sostituito ingaggiando il promettentissimo Marco Reus dal Borussia Mönchengladbach. Se il campionato si rivela senza storia, con il Bayern che vince il titolo con addirittura sei giornate d'anticipo e venticinque punti di vantaggio proprio sul Borussia, per i giallo-neri le soddisfazioni più grandi della stagione arrivano dalla Champions League. Inserito nel cosiddetto girone della morte, con Real Madrid, Manchester City e Ajax il Borussia si classifica primo. In seguito, dopo aver eliminato lo Šachtar negli ottavi e il Málaga nei quarti, il club raggiunge la semifinale, dove incontra nuovamente il Real Madrid. Contro ogni aspettativa i giallo-neri si impongono 4-1 nella partita casalinga, e la sconfitta per 2-0 subita nel di ritorno al Santiago Bernabéu non impedisce ai tedeschi di disputare la finale. Questa si disputa il 23 maggio 2013 a Londra, e qui le vespe incontrano il Bayern Monaco, in quella che è la prima finale nella storia della Champions League tra due squadre tedesche. Alla fine i giallo-neri vengono sconfitti, dopo aver giocato comunque bene per tutta la partita, per 2-1.
Intanto a maggio la squadra sigla una partnership di tre anni con Turkish Airlines per una cifra intorno ai 10 milioni di euro.

## Maglie e sponsor
In questa stagione lo sponsor ufficiale è Evonik mentre lo sponsor tecnico Puma.
| Casa Maglia | Casa CL | Casa Winter | Trasferta Maglia | Terza Maglia |

## Rosa
| N. |                     | Ruolo | Calciatore           |
| -- | ------------------- | ----- | -------------------- |
| 1  | Germania (bandiera) | P     | Roman Weidenfeller   |
| 3  | Germania (bandiera) | D     | Marc Hornschuh       |
| 4  | Serbia (bandiera)   | D     | Neven Subotić        |
| 5  | Germania (bandiera) | C     | Sebastian Kehl       |
| 6  | Germania (bandiera) | C     | Sven Bender          |
| 7  | Germania (bandiera) | C     | Moritz Leitner       |
| 8  | Germania (bandiera) | C     | İlkay Gündoğan       |
| 9  | Polonia (bandiera)  | A     | Robert Lewandowski   |
| 10 | Germania (bandiera) | C     | Mario Götze          |
| 11 | Germania (bandiera) | A     | Marco Reus           |
| 15 | Germania (bandiera) | D     | Mats Hummels         |
| 16 | Polonia (bandiera)  | C     | Jakub Błaszczykowski |
| 18 | Turchia (bandiera)  | C     | Nuri Şahin           |
| 19 | Germania (bandiera) | A     | Kevin Großkreutz     |

| N. |                      | Ruolo | Calciatore           |
| -- | -------------------- | ----- | -------------------- |
| 20 | Australia (bandiera) | P     | Mitchell Langerak    |
| 21 | Germania (bandiera)  | C     | Oliver Kirch         |
| 22 | Germania (bandiera)  | D     | Patrick Owomoyela    |
| 23 | Germania (bandiera)  | A     | Julian Schieber      |
| 24 | Germania (bandiera)  | D     | Chris Löwe           |
| 25 | Germania (bandiera)  | D     | Thomas Meißner       |
| 26 | Polonia (bandiera)   | D     | Łukasz Piszczek      |
| 27 | Brasile (bandiera)   | D     | Felipe Santana       |
| 28 | Australia (bandiera) | C     | Mustafa Amini        |
| 29 | Germania (bandiera)  | D     | Marcel Schmelzer     |
| 30 | Germania (bandiera)  | D     | Koray Günter         |
| 31 | Germania (bandiera)  | C     | Marvin Bakalorz      |
| 32 | Germania (bandiera)  | C     | Leonardo Bittencourt |
| 33 | Germania (bandiera)  | P     | Zlatan Alomerović    |

## Calciomercato

### Sessione estiva
| Acquisti | Acquisti             | Acquisti            | Acquisti                    |
| R.       | Nome                 | da                  | Modalità                    |
| -------- | -------------------- | ------------------- | --------------------------- |
| C        | Marco Reus           | Borussia M'gladbach | definitivo (17,1 milioni €) |
| D        | Marc Hornschuh       | Ingolstadt 04       | fine prestito               |
| C        | Mustafa Amini        | C.C. Mariners       | fine prestito               |
| A        | Julian Schieber      | Stoccarda           | definitivo (5,5 milioni €)  |
| C        | Leonardo Bittencourt | Energie Cottbus     | definitivo (2,7 milioni €)  |
| D        | Oliver Kirch         | Kaiserslautern      | definitivo (350 000 €)      |

| Cessioni | Cessioni          | Cessioni        | Cessioni                   |
| R.       | Nome              | a               | Modalità                   |
| -------- | ----------------- | --------------- | -------------------------- |
| C        | Antônio da Silva  | Duisburg        | svincolato                 |
| C        | Florian Kringe    | St. Pauli       | svincolato                 |
| A        | Dimităr Rangelov  | Lucerna         | definitivo (300 000 €)     |
| C        | Shinji Kagawa     | Manchester Utd  | definitivo (16 milioni €)  |
| A        | Lucas Barrios     | Guangzhou E.    | definitivo (8,5 milioni €) |
| A        | Marco Stiepermann | Energie Cottbus | definitivo (200 000 €)     |
| D        | Julian Koch       | Duisburg        | prestito (100 000 €)       |
| D        | Lasse Sobiech     | Greuther Fürth  | prestito (100 000 €)       |
| A        | Daniel Ginczek    | St. Pauli       | prestito (100 000 €)       |
| P        | Johannes Focher   | Sturm Graz      | svincolato                 |

### Sessione invernale
| Acquisti | Acquisti   | Acquisti    | Acquisti |
| R.       | Nome       | da          | Modalità |
| -------- | ---------- | ----------- | -------- |
| C        | Nuri Şahin | Real Madrid | prestito |

| Cessioni | Cessioni     | Cessioni  | Cessioni                   |
| R.       | Nome         | a         | Modalità                   |
| -------- | ------------ | --------- | -------------------------- |
| C        | Ivan Perišić | Wolfsburg | definitivo (7,5 milioni €) |

## Risultati

### Supercoppa
| Arbitro: | Michael Weiner |

|                         |           |                 |
| Mandžukić 6’ Müller 11’ | Marcatori | 75’ Lewandowski |

### Bundesliga

#### Girone d'andata
| Arbitro: | Zwayer |

|                    |           |              |
| Reus 11’ Götze 81’ | Marcatori | 75’ Selassie |

| Arbitro: | Welz |

|             |           |                    |
| Pekhart 31’ | Marcatori | 40’ Błaszczykowski |

| Arbitro: | Felix Brych |

|                                                |           |  |
| Hummels 28’ Błaszczykowski 39’ Lewandowski 78’ | Marcatori |  |

| Arbitro: | Günther Perl |

|                          |           |                  |
| Son 2’, 59’ Iličević 55’ | Marcatori | 46’, 60’ Perišić |

| Arbitro: | Florian Meyer |

|                                  |           |                                 |
| Aigner 49’ Inui 51’ Anderson 73’ | Marcatori | 24’ Piszczek 28’ Reus 54’ Götze |

| Arbitro: | Wolfgang Stark |

|                                                           |           |  |
| Reus 35’, 70’ Subotić 40’ Gündoğan 79’ Błaszczykowski 40’ | Marcatori |  |

| Arbitro: | Peter Gagelmann |

|           |           |                 |
| Diouf 86’ | Marcatori | 26’ Lewandowski |

| Arbitro: | Felix Brych |

|                 |           |                       |
| Lewandowski 55’ | Marcatori | 14’ Afellay 48’ Höger |

| Arbitro: | Marco Fritz |

|  |           |                       |
|  | Marcatori | 54’ Subotić 83’ Götze |

| Dortmund 3 novembre 2012, ore 15:30 CET 10ª giornata | Borussia Dortmund | 0 – 0 referto | Stoccarda | Signal Iduna Park (80.645 spett.)\| Arbitro: \| Felix Zwayer \| |
| Arbitro:                                             | Felix Zwayer      |               |           |                                                                 |

| Arbitro: | Manuel Gräfe |

|             |           |                              |
| Mölders 81’ | Marcatori | 9’ Reus 51’, 70’ Lewandowski |

| Arbitro: | Jochen Drees |

|                                      |           |            |
| Lewandowski 3’, 15’ (rig.) Götze 42’ | Marcatori | 5’ Stieber |

| Arbitro: | Knut Kircher |

|              |           |                          |
| Caligiuri 4’ | Marcatori | 11’ Reus 43’ Lewandowski |

| Arbitro: | Deniz Aytekin |

|                    |           |               |
| Błaszczykowski 43’ | Marcatori | 78’ Reisinger |

| Arbitro: | Peter Gagelmann |

|           |           |           |
| Kroos 67’ | Marcatori | 74’ Götze |

| Arbitro: | Wolfgang Stark |

|                                   |           |                                     |
| Reus 6’ Błaszczykowski 61’ (rig.) | Marcatori | 36’ (rig.) Diego 41’ Naldo 73’ Dost |

| Arbitro: | Florian Meyer |

|                |           |                                          |
| Schipplock 35’ | Marcatori | 26’ Götze 58’ Großkreutz 66’ Lewandowski |

#### Girone di ritorno
| Arbitro: | Knut Kircher |

|  |           |                                                                         |
|  | Marcatori | 9’ Reus 19’ Götze 48’ Felipe Santana 81’ Lewandowski 85’ Błaszczykowski |

| Arbitro: | Michael Weiner |

|                                                |           |  |
| Błaszczykowski 18’ (rig.), 21’ Lewandowski 88’ | Marcatori |  |

| Arbitro: | Deniz Aytekin |

|                   |           |                                                  |
| Reinartz 58’, 62’ | Marcatori | 3’ Reus 9’ (rig.) Błaszczykowski 63’ Lewandowski |

| Arbitro: | Manuel Gräfe |

|                 |           |                               |
| Lewandowski 17’ | Marcatori | 18’, 62’ Rudņevs 26’, 89’ Son |

| Arbitro: | Felix Brych |

|                  |           |  |
| Reus 8’, 9’, 65’ | Marcatori |  |

| Arbitro: | Günther Perl |

|            |           |                  |
| Younes 67’ | Marcatori | 31’ (rig.) Götze |

| Arbitro: | Tobias Welz |

|                                  |           |                |
| Lewandowski 8’, 21’ Schieber 72’ | Marcatori | 40’ Abdellaoue |

| Arbitro: | Peter Gagelmann |

|                           |           |                 |
| Draxler 12’ Huntelaar 35’ | Marcatori | 59’ Lewandowski |

| Arbitro: | Michael Weiner |

|                                                       |           |            |
| Lewandowski 41’, 45+1’ Şahin 44’, 72’ Bittencourt 78’ | Marcatori | 28’ Schmid |

| Arbitro: | Deniz Aytekin |

|           |           |                              |
| Maxim 63’ | Marcatori | 29’ Piszczek 82’ Lewandowski |

| Arbitro: | Mario Schmidt |

|                                                 |           |                    |
| Schieber 22’, 52’ Subotić 64’ Lewandowski 90+2’ | Marcatori | 43’ Baier 44’ Vogt |

| Arbitro: | Marco Fritz |

|          |           |                                                                     |
| Prib 71’ | Marcatori | 12’, 45’ Götze 15’, 33’ Gündoğan 28’ Błaszczykowski 80’ Lewandowski |

| Arbitro: | Florian Meyer |

|                         |           |  |
| Reus 1’ Lewandowski 87’ | Marcatori |  |

| Arbitro: | Michael Weiner |

|            |           |                              |
| Bodzek 88’ | Marcatori | 20’ Şahin 70’ Błaszczykowski |

| Arbitro: | Peter Gagelmann |

|                |           |           |
| Großkreutz 11’ | Marcatori | 23’ Gómez |

| Arbitro: | Günther Perl |

|                            |           |                         |
| Perišić 14’, 22’ Naldo 26’ | Marcatori | 5’ Bender 84’, 88’ Reus |

| Arbitro: | Jochen Drees |

|                |           |                                  |
| Lewandowski 6’ | Marcatori | 77’ (rig.), 82’ (rig.) Salihović |

### Coppa di Germania
| Arbitro: | Florian Meyer |

|  |           |                                         |
|  | Marcatori | 10’ Reus 38’ Błaszczykowski 67’ Perišić |

| Arbitro: | Günther Perl |

|           |           |                                                  |
| Klauß 87’ | Marcatori | 22’ Hummels 32’ Schmelzer 50’ Götze 79’ Schieber |

| Arbitro: | Felix Brych |

|                                                       |           |           |
| Götze 3’, 40’, 85’ Błaszczykowski 18’ Lewandowski 90’ | Marcatori | 79’ Diouf |

| Arbitro: | Knut Kircher |

|            |           |  |
| Robben 43’ | Marcatori |  |

### Champions League

#### Fase a gironi
| Arbitro: | Tagliavento |

|                 |           |  |
| Lewandowski 87’ | Marcatori |  |

| Arbitro: | Královec |

|                      |           |          |
| Balotelli 89’ (rig.) | Marcatori | 62’ Reus |

| Arbitro: | Kassai |

|                               |           |             |
| Lewandowski 36’ Schmelzer 64’ | Marcatori | 38’ Ronaldo |

| Arbitro: | Çakır |

|                   |           |                             |
| Pepe 34’ Özil 89’ | Marcatori | 28’ Reus 45’ (aut.) Arbeloa |

| Arbitro: | Proença |

|            |           |                                        |
| Hoesen 86’ | Marcatori | 8’ Reus 36’ Götze 41’, 67’ Lewandowski |

| Arbitro: | Mažić |

|              |           |  |
| Schieber 57’ | Marcatori |  |

#### Fase a eliminazione diretta
| Arbitro: | Webb |

|                    |           |                             |
| Srna 31’ Costa 68’ | Marcatori | 41’ Lewandowski 87’ Hummels |

| Arbitro: | Skomina |

|                                          |           |  |
| Santana 31’ Götze 37’ Błaszczykowski 59’ | Marcatori |  |

| Malaga 3 aprile 2013, ore 20:45 CEST Quarti di finale - andata | Malaga   | 0 – 0 referto | Borussia Dortmund | Stadio La Rosaleda (28 548 spett.)\| Arbitro: \| Eriksson \| |
| Arbitro:                                                       | Eriksson |               |                   |                                                              |

| Arbitro: | Thomson |

|                                      |           |                        |
| Lewandowski 40’ Reus 90’ Santana 90’ | Marcatori | 25’ Joaquín 82’ Eliseu |

| Arbitro: | Kuipers |

|                                      |           |             |
| Lewandowski 8’, 50’, 55’, 67’ (rig.) | Marcatori | 43’ Ronaldo |

| Arbitro: | Webb |

|                       |           |  |
| Benzema 82’ Ramos 88’ | Marcatori |  |

| Arbitro: | Rizzoli |

|                     |           |                          |
| Gündoğan 68’ (rig.) | Marcatori | 60’ Mandžukić 89’ Robben |

## Statistiche

### Statistiche di squadra
| Competizione           | Punti | In casa | In casa | In casa | In casa | In casa | In casa | In trasferta | In trasferta | In trasferta | In trasferta | In trasferta | In trasferta | Totale | Totale | Totale | Totale | Totale | Totale | DR  |
| Competizione           | Punti | G       | V       | N       | P       | Gf      | Gs      | G            | V            | N            | P            | Gf           | Gs           | G      | V      | N      | P      | Gf     | Gs     | DR  |
| ---------------------- | ----- | ------- | ------- | ------- | ------- | ------- | ------- | ------------ | ------------ | ------------ | ------------ | ------------ | ------------ | ------ | ------ | ------ | ------ | ------ | ------ | --- |
| Bundesliga             | 66    | 17      | 10      | 3       | 4       | 40      | 19      | 17           | 9            | 6            | 2            | 41           | 23           | 34     | 19     | 9      | 6      | 81     | 42     | +39 |
| Coppa di Germania      | -     | 1       | 1       | 0       | 0       | 5       | 1       | 3            | 2            | 0            | 1            | 7            | 2            | 4      | 3      | 0      | 1      | 12     | 3      | +9  |
| Supercoppa di Germania | -     | 0       | 0       | 0       | 0       | 0       | 0       | 1            | 0            | 0            | 1            | 1            | 2            | 1      | 0      | 0      | 1      | 1      | 2      | -1  |
| Champions League       | -     | 7       | 6       | 0       | 1       | 15      | 6       | 6            | 1            | 4            | 1            | 9            | 8            | 13     | 7      | 4      | 2      | 24     | 14     | +10 |
| Totale                 | -     | 25      | 17      | 3       | 5       | 60      | 26      | 27           | 12           | 10           | 5            | 58           | 35           | 52     | 29     | 13     | 10     | 118    | 61     | +57 |

### Andamento in campionato
| Giornata  | 1 | 2 | 3 | 4 | 5 | 6 | 7 | 8 | 9 | 10 | 11 | 12 | 13 | 14 | 15 | 16 | 17 | 18 | 19 | 20 | 21 | 22 | 23 | 24 | 25 | 26 | 27 | 28 | 29 | 30 | 31 | 32 | 33 | 34 |
| --------- | - | - | - | - | - | - | - | - | - | -- | -- | -- | -- | -- | -- | -- | -- | -- | -- | -- | -- | -- | -- | -- | -- | -- | -- | -- | -- | -- | -- | -- | -- | -- |
| Luogo     | C | T | C | T | T | C | T | C | T | C  | T  | C  | T  | C  | T  | C  | T  | T  | C  | T  | C  | C  | T  | C  | T  | C  | T  | C  | T  | C  | T  | C  | T  | C  |
| Risultato | V | N | V | P | N | V | N | P | V | N  | V  | V  | V  | N  | N  | P  | V  | V  | V  | V  | P  | V  | N  | V  | P  | V  | V  | V  | V  | V  | V  | N  | N  | P  |
| Posizione | 3 | 6 | 5 | 4 | 6 | 3 | 4 | 4 | 4 | 5  | 4  | 4  | 2  | 3  | 3  | 3  | 3  | 3  | 3  | 2  | 2  | 2  | 2  | 2  | 2  | 2  | 2  | 2  | 2  | 2  | 2  | 2  | 2  | 2  |

Legenda:

Luogo: C = Casa; T = Trasferta. Risultato: V = Vittoria; N = Pareggio; P = Sconfitta.

### Statistiche dei giocatori
| Giocatore         | Bundesliga | Bundesliga | Bundesliga  | Bundesliga | Coppa di Germania | Coppa di Germania | Coppa di Germania | Coppa di Germania | Supercoppa di Germania | Supercoppa di Germania | Supercoppa di Germania | Supercoppa di Germania | Champions League | Champions League | Champions League | Champions League | Totale   | Totale | Totale      | Totale     |
| Giocatore         | Presenze   | Reti       | Ammonizioni | Espulsioni | Presenze          | Reti              | Ammonizioni       | Espulsioni        | Presenze               | Reti                   | Ammonizioni            | Espulsioni             | Presenze         | Reti             | Ammonizioni      | Espulsioni       | Presenze | Reti   | Ammonizioni | Espulsioni |
| ----------------- | ---------- | ---------- | ----------- | ---------- | ----------------- | ----------------- | ----------------- | ----------------- | ---------------------- | ---------------------- | ---------------------- | ---------------------- | ---------------- | ---------------- | ---------------- | ---------------- | -------- | ------ | ----------- | ---------- |
| Z. Alomerović     | -          | -          | -           | -          | -                 | -                 | -                 | -                 | -                      | -                      | -                      | -                      | -                | -                | -                | -                | -        | -      | -           | -          |
| M. Langerak       | 3          | 0          | 1           | 0          | -                 | -                 | -                 | -                 | -                      | -                      | -                      | -                      | -                | -                | -                | -                | 3        | 0      | 1           | 0          |
| R. Weidenfeller   | 31         | 0          | 1           | 1          | 4                 | 0                 | 0                 | 0                 | 1                      | 0                      | 0                      | 0                      | 13               | 0                | 1                | 0                | 49       | 0      | 2           | 1          |
| F. Santana        | 21         | 1          | 3           | 0          | 3                 | 0                 | 0                 | 0                 | -                      | -                      | -                      | -                      | 7                | 2                | 0                | 0                | 31       | 3      | 3           | 0          |
| K. Günter         | -          | -          | -           | -          | -                 | -                 | -                 | -                 | -                      | -                      | -                      | -                      | -                | -                | -                | -                | -        | -      | -           | -          |
| M. Halstenberg    | -          | -          | -           | -          | -                 | -                 | -                 | -                 | -                      | -                      | -                      | -                      | -                | -                | -                | -                | -        | -      | -           | -          |
| M. Hornschuh      | -          | -          | -           | -          | -                 | -                 | -                 | -                 | -                      | -                      | -                      | -                      | -                | -                | -                | -                | -        | -      | -           | -          |
| M. Hummels        | 28         | 1          | 3           | 0          | 2                 | 1                 | 0                 | 0                 | 1                      | 0                      | 0                      | 0                      | 11               | 1                | 1                | 0                | 42       | 3      | 4           | 0          |
| T. Meißner        | -          | -          | -           | -          | -                 | -                 | -                 | -                 | -                      | -                      | -                      | -                      | -                | -                | -                | -                | -        | -      | -           | -          |
| P. Owomoyela      | -          | -          | -           | -          | -                 | -                 | -                 | -                 | -                      | -                      | -                      | -                      | -                | -                | -                | -                | -        | -      | -           | -          |
| Ł. Piszczek       | 29         | 2          | 1           | 0          | 4                 | 0                 | 0                 | 0                 | 1                      | 0                      | 0                      | 0                      | 12               | 0                | 0                | 0                | 46       | 2      | 1           | 0          |
| M. Schmelzer      | 29         | 0          | 3           | 1          | 3                 | 1                 | 0                 | 0                 | 1                      | 0                      | 1                      | 0                      | 13               | 1                | 1                | 0                | 46       | 2      | 5           | 1          |
| N. Subotić        | 25         | 3          | 4           | 0          | 4                 | 0                 | 0                 | 0                 | 1                      | 0                      | 0                      | 0                      | 11               | 0                | 0                | 0                | 41       | 3      | 4           | 0          |
| M. Amini          | -          | -          | -           | -          | -                 | -                 | -                 | -                 | -                      | -                      | -                      | -                      | -                | -                | -                | -                | -        | -      | -           | -          |
| M. Bakalorz       | -          | -          | -           | -          | -                 | -                 | -                 | -                 | -                      | -                      | -                      | -                      | -                | -                | -                | -                | -        | -      | -           | -          |
| R. Benatelli      | -          | -          | -           | -          | -                 | -                 | -                 | -                 | -                      | -                      | -                      | -                      | -                | -                | -                | -                | -        | -      | -           | -          |
| S. Bender         | 20         | 1          | 1           | 0          | 1                 | 0                 | 0                 | 0                 | -                      | -                      | -                      | -                      | 11               | 0                | 2                | 0                | 32       | 1      | 3           | 0          |
| L. Bittencourt    | 5          | 1          | 0           | 0          | 1                 | 0                 | 0                 | 0                 | -                      | -                      | -                      | -                      | 1                | 0                | 0                | 0                | 7        | 1      | 0           | 0          |
| J. Błaszczykowski | 27         | 11         | 1           | 0          | 3                 | 2                 | 0                 | 0                 | 1                      | 0                      | 0                      | 0                      | 10               | 1                | 1                | 0                | 41       | 14     | 2           | 0          |
| M. Götze          | 28         | 10         | 4           | 0          | 4                 | 4                 | 0                 | 0                 | 1                      | 0                      | 0                      | 0                      | 11               | 2                | 1                | 0                | 44       | 16     | 5           | 0          |
| K. Großkreutz     | 29         | 2          | 2           | 0          | 4                 | 0                 | 0                 | 0                 | 1                      | 0                      | 0                      | 0                      | 10               | 0                | 3                | 0                | 44       | 2      | 5           | 0          |
| İ. Gündoğan       | 28         | 3          | 4           | 0          | 4                 | 0                 | 0                 | 0                 | 1                      | 0                      | 0                      | 0                      | 12               | 1                | 2                | 0                | 45       | 4      | 6           | 0          |
| J. Hofmann        | 3          | 0          | 0           | 0          | -                 | -                 | -                 | -                 | -                      | -                      | -                      | -                      | -                | -                | -                | -                | 3        | 0      | 0           | 0          |
| S. Kehl           | 22         | 0          | 2           | 0          | 3                 | 0                 | 0                 | 0                 | -                      | -                      | -                      | -                      | 9                | 0                | 0                | 0                | 34       | 0      | 2           | 0          |
| O. Kirch          | 4          | 0          | 0           | 0          | -                 | -                 | -                 | -                 | -                      | -                      | -                      | -                      | 2                | 0                | 0                | 0                | 6        | 0      | 0           | 0          |
| M. Leitner        | 25         | 0          | 1           | 0          | 1                 | 0                 | 0                 | 0                 | 1                      | 0                      | 0                      | 0                      | 4                | 0                | 0                | 0                | 31       | 0      | 1           | 0          |
| N. Şahin          | 15         | 3          | 0           | 0          | -                 | -                 | -                 | -                 | -                      | -                      | -                      | -                      | 3                | 0                | 0                | 0                | 18       | 3      | 0           | 0          |
| B. Bajner         | 1          | 0          | 0           | 0          | -                 | -                 | -                 | -                 | -                      | -                      | -                      | -                      | -                | -                | -                | -                | 1        | 0      | 0           | 0          |
| M. Ducksch        | -          | -          | -           | -          | -                 | -                 | -                 | -                 | -                      | -                      | -                      | -                      | -                | -                | -                | -                | -        | -      | -           | -          |
| R. Lewandowski    | 31         | 24         | 2           | 1          | 4                 | 1                 | 0                 | 0                 | 1                      | 1                      | 0                      | 0                      | 13               | 10               | 1                | 0                | 49       | 36     | 3           | 1          |
| M. Reus           | 32         | 14         | 4           | 0          | 3                 | 1                 | 0                 | 0                 | 1                      | 0                      | 0                      | 0                      | 13               | 4                | 1                | 0                | 49       | 19     | 5           | 0          |
| J. Schieber       | 23         | 3          | 3           | 1          | 4                 | 1                 | 0                 | 0                 | 1                      | 0                      | 0                      | 0                      | 9                | 1                | 0                | 0                | 37       | 5      | 3           | 1          |
| I. Perišić        | 14         | 2          | 1           | 0          | 3                 | 1                 | 0                 | 0                 | 1                      | 0                      | 0                      | 0                      | 5                | 0                | 0                | 0                | 23       | 3      | 1           | 0          |